# Workrave
Workrave est une application libre prévue pour empêcher les utilisateurs d'ordinateur de développer ou d'aggraver des maladies professionnelles telles que le syndrome du canal carpien, les troubles musculo-squelettiques ou la myopie.
Le logiciel verrouille périodiquement l'écran pour soit une "micro-pause" de quelques dizaines de secondes, soit une pause plus longue d'une à trois minutes pendant qu'un personnage animé, « Miss Workrave » (en français : Mademoiselle Workrave), assiste l'utilisateur dans divers exercices d'étirement,,. L'utilisateur est prévenu des pauses et micro-pauses et peut les différer s'il a une urgence, mais pas indéfiniment.
Le programme est multiplate-forme et dépend du widget toolkit GTK+ et aussi d'autres bibliothèques GNOME sur Linux. Il est aussi disponible sur Windows.